# (27917) Edoardo
(27917) Edoardo est un astéroïde de la ceinture principale.

## Description
(27917) Edoardo est un astéroïde de la ceinture principale. Il fut découvert le 6 novembre 1996 à San Marcello Pistoiese par Luciano Tesi et Gabriele Cattani. Il présente une orbite caractérisée par un demi-grand axe de 3,10 UA, une excentricité de 0,23 et une inclinaison de 2,4° par rapport à l'écliptique.

## Compléments